# Civilization (seria)
Civilization – seria strategicznych gier turowych polegających na rozwijaniu wybranych cywilizacji poprzez zakładanie miast, szkolenie jednostek, budowę obiektów oraz podbój innych cywilizacji. Charakterystyczną cechą serii jest władanie danym narodem od czasów prehistorycznych po niedaleką przyszłość. Do 18 lutego 2018 sprzedano łącznie ponad 33 miliony egzemplarzy gier serii. Gracz jest stawiany w roli przywódcy wielkiej cywilizacji. Począwszy od 4000 lat p.n.e. przejmuje kontrolę nad pojedynczym osadnikiem na środku dużej i przeważnie mało znanej mapy. Zakłada pierwsze miasto, które może wykorzystać, aby pozyskać więcej osadników lub żołnierzy, a także badać nowe technologie oraz aby rozwijać swoją cywilizację. Akcja jest turowa, dzięki temu czas na działanie i podejmowanie decyzji w grze jest nieograniczony. Po naciśnięciu przycisku „następna tura” ruchy wykonują przeciwnicy. Zwycięstwo można osiągnąć na wiele sposobów, np. militarnie lub technologicznie, budując i wysyłając statek kosmiczny lub gromadząc bogactwo.
Seria jest sygnowana nazwiskiem twórcy pierwszej części – Sida Meiera, kanadyjskiego projektanta gier.

## Seria i nawiązania

### Gry należące do serii
- Civilization (1991)
- Civilization II (1996)
- Civilization II: Conflicts in Civilization Scenarios (1996)
- Civilization II: Fantastic Worlds (1997)
- Civilization II: Test of Time (1999)
- Civilization III (2001)
- Civilization III: Play the World (2002)
- Civilization III: Conquests (2003)
- Civilization IV (2005)
- Civilization IV: Warlords (2006)
- Civilization IV: Beyond the Sword (2007)
- Civilization Revolution (2008)
- Civilization IV: Colonization (2008)
- Civilization V (2010)
- Civilization V: Bogowie i królowie (2012)
- Civilization V: Nowy wspaniały świat (2013)
- Civilization Revolution 2 (2014)
- Civilization: Beyond Earth (2014)
- Civilization VI (2016)
- Civilization VI: Rise and Fall (2018)
- Civilization VI: Gathering Storm (2019)
- Civilization VII (2025)[6]

### Gry nawiązujące do serii
- Master of Orion (1993)
- Colonization (1994)
- Master of Magic (1994)
- Master of Orion II (1996)
- Alpha Centauri (1999)
- Civilization: Call to Power (1999)
- Call to Power 2 (2000)
- Freeciv – stworzona społecznie i dostępna na licencji GPL
- Great Nations – freeware w wersjach rozwojowych dla Windows oraz AmigaOS (od 2001 nieuaktualniana)
- Pocket Humanity – freeware, dla Pocket PC
- C-evo – freeware dla Windows (2006)
- CivCity: Rome (2006)